# Joel Rinne
Toivo Joel Rinne (n. 6 iunie 1897, Asikkala, Marele Principat al Finlandei, Imperiul Rus – d. 3 decembrie 1981, Helsingfors, Finlanda) a fost un actor finlandez de teatru și film. Printre cele mai memorabile roluri ale sale de film este cel al inspectorului Palmu, care a început în anii 1960 cu Komisario Palmun erehdys și a avut trei continuări. Un alt rol binecunoscut al lui Rinne este cel din filmul Päämaja (1970), regizat de Matti Kassila⁠(d), în care Rinne interpretează rolul mareșalului Mannerheim.
Joel Rinne a apărut și la radio. În versiunea audio în limba finlandeză a dramei Bună seara, numele meu este Cox a interpretat personajul principal, aventurierul Paul Cox. În serialul dramatic audio Paul Temple⁠(d), el a interpretat de asemenea rolul principal.
Joel Rinne a fost căsătorit de două ori. Prima sa soție a fost actrița Rosi Helminen (1896–1964), iar a doua, Saga Rikberg (1908–1983). Rinne a avut trei fiice: Saara Liisa, Kirsti și Lena, dintre care Kirsti a murit în copilărie. Căsătoria cu Helminen din 1924 s-a încheiat prin divorț în 1934, iar cea cu Rikberg a durat din 1936 până la moartea lui Rinne.

## Filmografie
- Se parhaiten nauraa, joka viimeksi nauraa (1921), Drunk
- Kiljusen pojat koulussa (1921)
- Koskenlaskijan morsian⁠(d) (1923), Lumberjack
- Rautakylän vanha parooni⁠(d) (1923), Reverend Richard von Dahlen
- Murtovarkaus (1926)
- Nuori luotsi (1928)
- Miekan terällä (1928)
- Aatamin puvussa ja vähän Eevankin⁠(d) (1931), Aarne Himanen
- Rovastin häämätkat (1931), Viljo
- Olenko minä tullut haaremiin! (1932), Arvi Halmenheimo
- Minä ja ministeri (1934), Raimo Vehari
- Meidän poikamme ilmassa - me maassa (1934), Jarmo Kurki
- VMV 6 (1936), Olavi Manner
- Ja alla oli tulinen järvi (1937), Jussi Raala
- Kuin uni ja varjo (1937), Juho
- Tulitikkuja lainaamassa (1938), Ville Kettunen
- Olenko minä tullut haaremiin (1938), Arvi Halmenheimo
- Syyllisiäkö? (1938), Aarre Einola
- Nummisuutarit (1938), Mikko Vilkastus
- Halveksittu (1939), Thure Gavelius
- Seitsemän veljestä (1939), Timo
- Suotorpan tyttö (1940), Pekka Martikainen
- SF-paraati (1940), Jopi Rintee
- Perheen musta lammas (1941), Erkki Rautia
- Jos oisi valtaa (1941), Gunnar Berg
- Suomisen perhe (1941), Sam Nelson
- Poikamies-pappa (1941), Jopi
- Täysosuma (1941), Erkki Kaipio
- The Dead Man Falls in Love⁠(d) (1942), Colonel Rainer Sarmo
- Yli rajan (1942), Mikko Vanhala
- Syntynyt terve tyttö (1943), Kustaa Helasuo
- Miehen kunnia (1943), Kaarlo Auer
- Kirkastettu sydän (1943), Ahti Helpi
- The Dead Man Loses His Temper⁠(d) (1944), Colonel Rainer Sarmo
- Kartanon naiset (1944), Jukka Kaplas
- Kolmastoista koputus (1945), Pentti Kalho
- Valkoisen neilikan velho (1945), Lauri Liesi
- Hedelmätön puu⁠(d) (1947), Taunu Sysikorpi
- Pikku-Matti maailmalla (1947), Taneli Parma
- Kilroy sen teki (1948), Yrjö Haara
- Hormoonit valloillaan (1948), Väinö Kehkonen
- Kalle-Kustaa Korkin seikkailut (1949), Kalle-Kustaa Korkki
- Isäpappa ja keltanokka (1950), Yrjö Tammela
- Tapahtui kaukana (1950), Research engineer
- Yhden yön hinta (1952), Punapää
- Kuollut mies kummittelee (1952), Colonel Rainer Sarmo
- Huhtikuu tulee⁠(d) (1953), Heikki Avovirta
- Tyttö kuunsillalta (1953), Erik Ramberg
- Niskavuoren Aarne (1954)
- Rakas lurjus (1955), Jussi Siimes
- Tyttö tuli taloon (1956), Saku
- Muuan sulhasmies (1956), Moppe
- Niskavuori taistelee (1957), Artturi Santala
- Pekka ja Pätkä mestarimaalareina (1959)
- Komisario Palmun erehdys⁠(d) (1960), Inspector Frans J. Palmu⁠(d)
- Kaasua, komisario Palmu!⁠(d) (1961), Inspector Frans J. Palmu
- Kultainen vasikka⁠(d) (1961)
- Tähdet kertovat, komisario Palmu⁠(d) (1962), Inspector Frans J. Palmu
- Kustaa III (1963), General Pechlin
- Vodkaa, komisario Palmu⁠(d) (1969), Inspector Frans J. Palmu
- Päämaja⁠(d) (1970), Commander-in-Chief Marshal Mannerheim